# Андромеда XXII
Андромеда XXII (And XXII, также Рыбы VI, Треугольник I) — карликовая сфероидальная галактика с низкой поверхностной яркостью, входящая в Местную группу и находящаяся на расстоянии 940—1033 килопарсек (3,10—3,37 млн световых лет) от Солнца в созвездии Рыбы.
Андромеда XXII расположена гораздо ближе к Галактике Треугольника (M33) по проекции на небесную сферу (42 килопарсека, или 140 тыс. световых лет), чем к Галактике Андромеды (M31) (224 килопарсека, или 730 тыс. световых лет). Этот факт позволяет предположить, что она может оказаться первым когда-либо обнаруженным спутником M33. Тем не менее, в настоящее время в каталогах она значится как спутник M31
And XXII была открыта после обработки первого года данных фотометрического обзора подгрупп М31 и М33 Местной группы. Этот обзор, называемый PAndAS (PAndAS) выполняется с помощью камеры широкого поля Megaprime/MegaCam, установленной на телескопе Канада-Франция-Гавайи.